# Harpacticella paradoxa
Harpacticella paradoxa is een eenoogkreeftjessoort uit de familie van de Harpacticidae. De wetenschappelijke naam van de soort is voor het eerst geldig gepubliceerd in 1924 door Brehm.